# Clásica de Almería 2010
De Clásica de Almería 2010 werd verreden op zondag 28 februari over een afstand van 178,2 kilometer en maakte deel uit van de UCI Europe Tour 2010. De wedstrijd met start en finish in Almería werd gewonnen door de Nederlander Theo Bos. Het was de 23e editie van deze Spaanse wielerkoers. Er bereikten 91 van de 100 gestarte renners de eindstreep.

## Uitslag
| Plaats  | Naam                    | Ploeg                        | Tijd       |
| ------- | ----------------------- | ---------------------------- | ---------- |
| Winnaar | Theo Bos                | Cervélo Test Team            | 4u 22' 53" |
| 2       | Mark Cavendish          | Team HTC-Columbia            | z.t.       |
| 3       | Graeme Brown            | Rabobank                     | z.t.       |
| 4       | Luis León Sánchez       | Caisse d'Epargne             | z.t.       |
| 5       | Davide Appollonio       | Cervélo Test Team            | z.t        |
| 6       | Michał Gołaś            | Vacansoleil Pro Cycling Team | z.t.       |
| 7       | Jorge Martín Montenegro | Andalucia-Cajasur            | z.t.       |
| 8       | Daniel Moreno           | Omega Pharma-Lotto           | z.t.       |
| 9       | Rubén Pérez             | Euskaltel-Euskadi            | z.t.       |
| 10      | Jan Bakelants           | Omega Pharma-Lotto           | z.t.       |

Mannen: 1988 · 1989 · 1990 · 1991 · 1992 · 1993 · 1994 · 1995 · 1996 · 1997 · 1998 · 1999 · 2000 · 2001 · 2002 · 2003 · 2004 · 2005 · 2006 · 2007 · 2008 · 2009 · 2010 · 2011 · 2012 · 2013 · 2014 · 2015 · 2016 · 2017 · 2018 · 2019 · 2020 · 2021 · 2022 · 2023 · 2024 · 2025
Vrouwen: 2023 · 2024 · 2025